# سپاه ۲ زرهی اس‌اس
سپاه ۲ زرهی اس‌اس (به آلمانی: II. SS-Panzerkorps) یک سپاه زرهی در وافن اس‌اس در دوره رایش سوم در آلمان بود که در جبهات شرقی و غربی جنگ جهانی دوم به نبرد پرداخت. این سپاه یکی از یگان‌های آلمانی حاضر در نبرد سوم خارکوف و نبرد کورسک بود.

## فرماندهان
- اوبرگروپن‌فورر پاول هاوسر (۱ ژوئن ۱۹۴۲–۲۸ ژوئن ۱۹۴۴)
- اوبرگروپن‌فورر ویلهلم بیتریش (۱۰ ژوئیه ۱۹۴۴–۹ مه ۱۹۴۵)